# امپراتوری ایریکن
امپراتوری ایریکن (به انگلیسی: Aerican Empire) یک ریزکشور که در ماه مه ۱۹۸۷ تأسیس شده، این ریزکشور توسط هیج کشوری تاکنون به رسمیت شناخته نشده‌است. منشأ آن از واژه امپراتوری آمریکا و نیز در سال ۲۰۰۰ روزنامه نیویورک‌تایمز نیز روزنامه‌ای با تیتر «یکی از خلاق‌ترین‌ها» چاپ گردید.